# Garcia de Resende
Garcia de Resende (Évora, 1470 – Évora, 1536) è stato un poeta e storiografo portoghese.

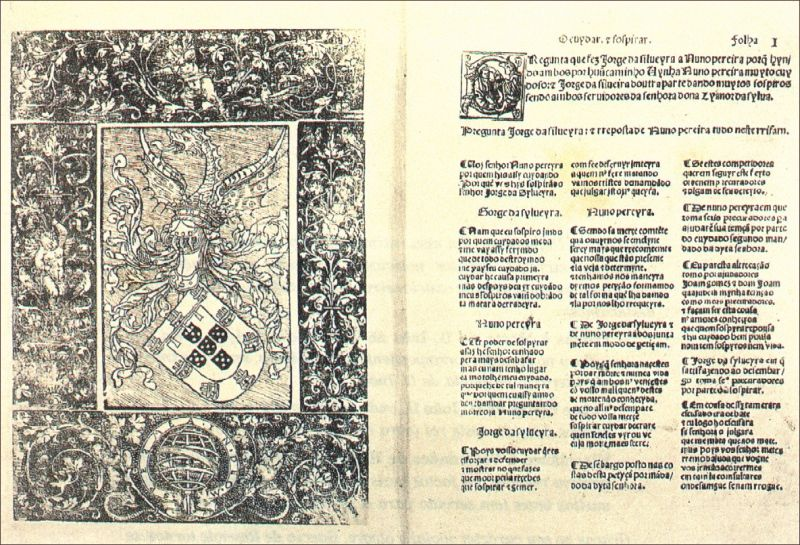
Cancioneiro Geral: pagine iniziali

Uomo di corte, segretario di re Giovanni II, raccolse nel suo Canzoniere generale (Cancioneiro Geral, 1516) testi di poesia lirica portoghese dal Quattrocento ai suoi giorni. Scrisse una Cronaca di re Giovanni Il (Crónica de D.João II, 1545) e una Miscellanea (Miscellanea, 1554), sorta di giornale in rima relativo allo stesso periodo.